# Landgemeinde (Thüringen)
Die Landgemeinde ist in Thüringen eine 2008 eingeführte Form einer kreisangehörigen Gemeinde. Zurzeit gibt es in Thüringen 31 Landgemeinden (Stand: 1. Januar 2024).

## Gesetzliche Bestimmungen
Gemäß § 6 Absatz 5 der Thüringer Kommunalordnung können benachbarte kreisangehörige Gemeinden durch Fusion eine Landgemeinde mit mindestens 3000 Einwohnern bilden. Die Landgemeinde hat eine Ortschaftsverfassung nach § 45 a, nach der die Gemeinde in Ortschaften gegliedert ist, und wählt in jeder Ortschaft einen Ortschaftsrat und einen Ortschaftsbürgermeister. Perspektivisch sollen die Landgemeinden in Thüringen die Verwaltungsgemeinschaften ablösen.
Thüringer Gemeinden können die Bildung einer Landgemeinde bei dem für Kommunalrecht zuständigen Thüringer Innenministerium beantragen. Voraussetzung der Antragstellung ist, dass die fusionswilligen Gemeinden ihren Willen zum Zusammenschluss durch entsprechende Beschlüsse der Gemeinderäte aller beteiligten Gemeinden und entsprechende vertragliche Regelungen bekunden. Diese werden 2018 bis 2026 im Rahmen der Gebietsreform mit Fusionsprämien besonders gefördert.
Der Thüringer Landtag beschließt die Bildung der Landgemeinden durch Gesetz; zuletzt wurde am 7. Dezember 2023 das Thüringer Gesetz zur freiwilligen Neugliederung kreisangehöriger Gemeinden im Jahr 2024 verabschiedet.
Der Zusammenschluss erfolgt grundsätzlich freiwillig und wird vom Freistaat Thüringen mit einer entsprechenden Fusionsprämie gefördert.

## Ortschaftsbürgermeister
Die Ortschaftsbürgermeister sind Ehrenbeamte der Gemeinde und werden nach den Bestimmungen des Thüringer Kommunalwahlgesetzes für die Dauer der gesetzlichen Amtszeit des Gemeinderats gewählt. Bleibt die Wahl erfolglos, wählt der Ortschaftsrat den Ortschaftsbürgermeister aus seiner Mitte. Der Ortschaftsbürgermeister hat das Recht, beratend an allen die Belange der Ortschaft betreffenden Sitzungen des Gemeinderats und der Ausschüsse teilzunehmen und entsprechende Anträge zu stellen. Er ist hierzu wie ein Gemeinderatsmitglied zu laden.

## Ortschaftsrat
Ortschaftsräte in den Landgemeinden haben mehr Entscheidungskompetenzen als die Ortsteilräte in einer Einheitsgemeinde. Sie können beispielsweise bei Investitionen in die Infrastruktur mitbestimmen. Der Ortschaftsrat wird für die Dauer der gesetzlichen Amtszeit des Gemeinderats gebildet. Er besteht aus dem Ortschaftsbürgermeister und den weiteren Mitgliedern des Ortschaftsrats. Die Zahl der weiteren Mitglieder des Ortschaftsrats, die in geheimer Wahl gewählt werden, beträgt in Ortschaften
- mit bis zu 500 Einwohnern 4,
- mit mehr als 500 bis zu 1000 Einwohnern 6,
- mit mehr als 1000 bis zu 2000 Einwohnern 8 und
- mit mehr als 2000 Einwohnern 10.

Die weiteren Mitglieder des Ortschaftsrats sind ehrenamtlich tätig.

## Liste der Landgemeinden
In der nachfolgenden Tabelle sind alle Landgemeinden des Freistaates Thüringen aufgelistet:
| Wappen                                                            | Landgemeinde                | Status   | Landkreis             | Einwohner (31. Dezember 2024) | Fläche (in km²) | erfüllende Gemeinde auch für                                             | Gründung und Hinzugewinne |
| ----------------------------------------------------------------- | --------------------------- | -------- | --------------------- | ----------------------------- | --------------- | ------------------------------------------------------------------------ | --- |
|                                                                   | Am Ettersberg               | Gemeinde | Weimarer Land         | 7010                          | 92,42           | Ballstedt, Ettersburg und Neumark                                        | 01.01.2019: Gründung aus den Gemeinden aus der Stadt Buttelstedt und den Gemeinden Berlstedt, Großobringen, Heichelheim, Kleinobringen, Krautheim, Ramsla, Sachsenhausen, Schwerstedt, Vippachedelhausen und Wohlsborn 01.08.2019: keine Stadt mehr                                                                                          |
|                                                                   | Am Ohmberg                  | Gemeinde | Eichsfeld             | 3577                          | 31,34           |                                                                          | 01.12.2010: Gründung aus den Gemeinden Bischofferode, Großbodungen und Neustadt |
|                                                                   | An der Schmücke             | Stadt    | Kyffhäuserkreis       | 5881                          | 95,29           | Etzleben und Oberheldrungen                                              | 01.01.2019: Gründung aus der Stadt Heldrungen und den Gemeinden Bretleben, Gorsleben, Hauteroda, Hemleben und Oldisleben |
|                                                                   | Artern                      | Stadt    | Kyffhäuserkreis       | 6462                          | 45,05           | Borxleben, Gehofen, Kalbsrieth, Mönchpfiffel-Nikolausrieth und Reinsdorf | 01.01.2019: Gründung aus der Stadt Artern/Unstrut und den Gemeinden Heygendorf und Voigtstedt |
|                                                                   | Auma-Weidatal               | Stadt    | Greiz                 | 3324                          | 55,75           |                                                                          | 01.12.2011: Gründung aus der Stadt Auma und den Gemeinden Braunsdorf, Göhren-Döhlen, Staitz und Wiebelsdorf |
|                                                                   | Bad Sulza                   | Stadt    | Weimarer Land         | 8001                          | 94,1            | Eberstedt, Großheringen, Niedertrebra, Obertrebra und Schmiedehausen     | 31.12.2012: Gründung aus der Stadt Bad Sulza und den Gemeinden Auerstedt, Flurstedt, Gebstedt, Reisdorf und Wickerstedt 01.01.2019: Eingliederung der Gemeinde Ködderitzsch 31.12.2019: Eingliederung der Gemeinde Saaleplatte 01.01.2023: Eingliederung der Gemeinde Rannstedt                                                              |
|                                                                   | Bleicherode                 | Stadt    | Nordhausen            | 9920                          | 108,20          | Großlohra, Kehmstedt, Kleinfurra, Lipprechterode und Niedergebra         | 01.01.2019: Gründung aus der Stadt Bleicherode und den Gemeinden Etzelsrode, Friedrichsthal, Hainrode, Kleinbodungen, Kraja, Nohra, Wipperdorf und Wolkramshausen |
| Wappen der Ortschaft Buttstädt, nicht der Landgemeinde Buttstädt! | Buttstädt                   | Gemeinde | Sömmerda              | 6470                          | 104,8           |                                                                          | 01.01.2019: Gründung aus der Stadt Buttstädt und den Gemeinden Ellersleben, Eßleben-Teutleben, Großbrembach, Guthmannshausen, Hardisleben, Kleinbrembach, Mannstedt, Olbersleben und Rudersdorf |
|                                                                   | Dingelstädt                 | Stadt    | Eichsfeld             | 12.204                        | 118,63          |                                                                          | 01.01.2019: Gründung aus der Stadt Dingelstädt und den Gemeinden Helmsdorf, Kefferhausen, Kreuzebra und Silberhausen 01.01.2023: Eingliederung der Ortsteile Bickenriede und Zella der Gemeinde Anrode sowie der Ortsteile Beberstedt und Hüpstedt der Gemeinde Dünwald 01.01.2024: Eingliederung des Ortsteils Struth der Gemeinde Rodeberg |
|                                                                   | Drei Gleichen               | Gemeinde | Gotha                 | 7882                          | 84,49           | Schwabhausen                                                             | 06.07.2018: Gründung aus den Gemeinden Drei Gleichen und Günthersleben-Wechmar |
|                                                                   | Georgenthal                 | Gemeinde | Gotha                 | 7824                          | 79,15           | Emleben                                                                  | 31.12.2019: Gründung aus den Gemeinden Georgenthal, Hohenkirchen, Leinatal und Petriroda 01.01.2024: Eingliederung der Gemeinde Herrenhof |
|                                                                   | Geratal                     | Gemeinde | Ilm-Kreis             | 8504                          | 82,33           |                                                                          | 01.01.2019: Gründung aus den Gemeinden Frankenhain, Geraberg, Geschwenda, Gossel, Gräfenroda und Liebenstein |
|                                                                   | Grammetal                   | Gemeinde | Weimarer Land         | 6437                          | 88,28           |                                                                          | 31.12.2019: Gründung aus den Gemeinden Bechstedtstraß, Daasdorf a. Berge, Hopfgarten, Isseroda, Mönchenholzhausen, Niederzimmern, Nohra, Ottstedt a. Berge und Troistedt |
|                                                                   | Greußen                     | Stadt    | Kyffhäuserkreis       | 5544                          | 86,82           |                                                                          | 01.01.2021: Gründung aus den Städten Greußen und Großenehrich und der Gemeinde Wolferschwenda |
|                                                                   | Großbreitenbach             | Stadt    | Ilm-Kreis             | 5884                          | 80,76           |                                                                          | 01.01.2019: Gründung aus der Stadt Großbreitenbach und den Gemeinden Altenfeld, Böhlen, Friedersdorf, Gillersdorf, Herschdorf, Neustadt am Rennsteig und Wildenspring |
|                                                                   | Harztor                     | Gemeinde | Nordhausen            | 7306                          | 109,4           |                                                                          | 01.01.2012: Gründung aus den Gemeinden Ilfeld und Niedersachswerfen 06.07.2018: Eingliederung der Gemeinden Harzungen, Herrmannsacker und Neustadt/Harz |
|                                                                   | Heringen/Helme              | Stadt    | Nordhausen            | 4474                          | 66,73           | Görsbach und Urbach                                                      | 01.12.2010: Gründung aus der Stadt Heringen/Helme und den Gemeinden Auleben, Hamma, Uthleben und Windehausen |
|                                                                   | Hörsel                      | Gemeinde | Gotha                 | 4636                          | 70,46           |                                                                          | 01.12.2011: Gründung aus den Gemeinden Aspach, Ebenheim, Fröttstädt, Hörselgau, Laucha, Mechterstädt, Metebach, Teutleben, Trügleben und Weingarten |
|                                                                   | Ilmtal-Weinstraße           | Gemeinde | Weimarer Land         | 6169                          | 84,7            |                                                                          | 31.12.2013: Gründung aus den Gemeinden Liebstedt, Mattstedt, Niederreißen, Niederroßla, Nirmsdorf, Oberreißen, Oßmannstedt, Pfiffelbach und Willerstedt 01.01.2019: Eingliederung der Gemeinden Kromsdorf, Leutenthal und Rohrbach |
|                                                                   | Kindelbrück                 | Gemeinde | Sömmerda              | 3823                          | 64,65           |                                                                          | 01.01.2019: Gründung aus der Stadt Kindelbrück und den Gemeinden Bilzingsleben, Frömmstedt und Kannawurf 01.01.2023: Eingliederung der Gemeinde Riethgen |
|                                                                   | Mohlsdorf-Teichwolframsdorf | Gemeinde | Greiz                 | 4447                          | 50,45           |                                                                          | 01.01.2012: Gründung aus den Gemeinden Mohlsdorf und Teichwolframsdorf |
|                                                                   | Nesse-Apfelstädt            | Gemeinde | Gotha                 | 6021                          | 39,47           |                                                                          | 01.12.2009: Gründung aus den Gemeinden Apfelstädt, Gamstädt, Ingersleben und Neudietendorf; erste Landgemeinde |
|                                                                   | Nessetal                    | Gemeinde | Gotha                 | 7938                          | 91,53           |                                                                          | 01.01.2019: Gründung aus den Gemeinden Ballstädt, Brüheim, Bufleben, Friedrichswerth, Goldbach, Haina, Hochheim, Remstädt, Wangenheim, Warza und Westhausen |
|                                                                   | Nottertal-Heilinger Höhen   | Stadt    | Unstrut-Hainich-Kreis | 5750                          | 75,95           | Körner und Marolterode                                                   | 31.12.2019: Gründung aus der Stadt Schlotheim und den Gemeinden Bothenheilingen, Issersheilingen, Kleinwelsbach, Neunheilingen und Obermehler |
|                                                                   | Roßleben-Wiehe              | Stadt    | Kyffhäuserkreis       | 7062                          | 45,05           |                                                                          | 01.01.2019: Gründung aus den Städten Roßleben und Wiehe und den Gemeinden Donndorf und Nausitz |
|                                                                   | Schwarzatal                 | Stadt    | Saalfeld-Rudolstadt   | 3319                          | 25,99           |                                                                          | 01.01.2019: Gründung aus der Stadt Oberweißbach/Thüringer Wald und den Gemeinden Mellenbach-Glasbach und Meuselbach-Schwarzmühle |
|                                                                   | Sonnenstein                 | Gemeinde | Eichsfeld             | 4215                          | 94,51           |                                                                          | 01.12.2011: Gründung aus den Gemeinden Bockelnhagen, Holungen, Jützenbach, Silkerode, Steinrode, Stöckey, Weißenborn-Lüderode und Zwinge |
|                                                                   | Südeichsfeld                | Gemeinde | Unstrut-Hainich-Kreis | 6419                          | 64              |                                                                          | 01.12.2011: Gründung aus den Gemeinden Heyerode, Hildebrandshausen, Katharinenberg und Lengenfeld unterm Stein 01.01.2024: Eingliederung der Gemeinde Hallungen |
|                                                                   | Uder                        | Gemeinde | Eichsfeld             | 6134                          | 57,8            | Asbach-Sickenberg und Dietzenrode/Vatterode                              | 01.01.2024: Gründung aus den Gemeinden Birkenfelde, Eichstruth, Lenterode, Lutter, Mackenrode, Röhrig, Schönhagen, Steinheuterode, Thalwenden, Uder und Wüstheuterode |
|                                                                   | Unstrut-Hainich             | Gemeinde | Unstrut-Hainich-Kreis | 6378                          | 117,09          |                                                                          | 01.01.2019: Gründung aus den Gemeinden Altengottern, Flarchheim, Großengottern, Heroldishausen, Mülverstedt und Weberstedt 01.01.2024: Eingliederung der Gemeinde Schönstedt |
|                                                                   | Vogtei                      | Gemeinde | Unstrut-Hainich-Kreis | 4180                          | 49,50           | Kammerforst und Oppershausen                                             | 31.12.2012: Gründung aus den Gemeinden Langula, Niederdorla und Oberdorla |

## Liste der ehemaligen Landgemeinden
| Wappen | Landgemeinde | Status | Landkreis | Einwohner vor der Auflösung | Fläche (in km²) | erfüllende Gemeinde auch für | Gründung und Auflösung                                                                                               |
| ------ | ------------ | ------ | --------- | --------------------------- | --------------- | ---------------------------- | --- |
|        | Gehren       | Stadt  | Ilm-Kreis | 3782                        | 43,85           |                              | 31.12.2013: Gründung aus der Stadt Gehren und der Gemeinde Möhrenbach 06.07.2018: Eingliederung in die Stadt Ilmenau |